# Übergossene Alm
L’Übergossene Alm est la zone sommitale du chaînon du Hochkönigstock (2 941 m) dans les Alpes de Berchtesgaden. Il abrite les vestiges du glacier qui couvrait la quasi-totalité du plateau sommital. Jusque dans les années 1920, c'était le plus grand glacier des Préalpes orientales septentrionales, avant d'être dépassé par le glacier de Hallstatt dans le massif du Dachstein. La fonte relativement plus rapide du glacier du Hochkönig est attribuée au fait que les glaciers de plateau tels que l'Übergossene Alm réagissent de manière très sensible à une élévation de la limite des neiges éternelles, ce qui signifie que de vastes portions de leur surface passent de la zone d'accumulation à la zone d'abblation. En 1888, environ 5,5 km2 du plateau étaient gelés. En 2002, la superficie du glacier avait fondu à moins de 1,9 km2 et le glacier s'était divisé en trois petites sections sans crevasse.

## Géographie
Le Hochkönigstock est le chaînon montagneux le plus méridional et le plus élevé des Alpes de Berchtesgaden. Contrairement au chaînon du Watzmann, à environ 20 km au nord, il présente un plateau modérément incliné vers le nord d'environ 15 km2, qui ne s'interrompt qu'au sud avec des parois accidentées atteignant 1 000 m de haut (Mandlwände).
Le bord du plateau est formé sur un immense arc de cercle de plusieurs sommets, dont les plus proéminents (dans le sens des aiguilles d'une montre) en dehors du sommet principal sont : les Großer et Kleiner Bratschenkopf, le Kummetstein, le Lamkopf et le Hochseiler ; au nord et à l'est se trouvent le Tenneck, le Floßkogel et les Schoberköpfe. À l'est de ces montagnes, le Torsäule, devant lequel serpente la montée depuis l'Arthurhaus, marque la fin du plateau jusqu'aux vallées latérales de la Salzach.